# Инегол
Инегол (тур. İnegöl) је град у Турској у вилајету Бурса. Према процени из 2009. у граду је живело 162.452 становника.

## Становништво
Према процени, у граду је 2009. живело 162.452 становника.
| 1990.  | 2000.   |
| ------ | ------- |
| 73.258 | 119.710 |